# Liste der Baudenkmale im Landkreis Lüneburg
Die Liste der Baudenkmale im Landkreis Lüneburg enthält die nach dem Niedersächsischen Denkmalschutzgesetz geschützten Baudenkmale im niedersächsischen Landkreis Lüneburg. 
Der Übersicht und Länge halber ist die Liste nach den Städten und Gemeinden des Landkreises separiert. Diese Einteilung findet sich in der folgenden Tabelle, in der zu jedem Eintrag, soweit möglich, ein exemplarisches Foto eines Baudenkmals aus der jeweiligen Stadt oder Gemeinde zu finden ist.
| Bild | Stadt/Gemeinde   | Karte | Liste                                               | Ortsteile |
| ---- | ---------------- | ----- | --------------------------------------------------- | --- |
|      | Adendorf         |       | Liste der Baudenkmale in Adendorf                   | - Adendorf - Erbstorf |
|      | Amelinghausen    |       | Liste der Baudenkmale in Amelinghausen              | - Amelinghausen - Etzen |
|      | Amt Neuhaus      |       | Liste der Baudenkmale in Amt Neuhaus                | - Amt Neuhaus - Bitter - Bohldamm - Brandstade - Darchau - Dellien - Gülstorf - Gülze - Haar - Herrenhof - Kaarßen - Konau - Krusendorf - Laake - Neu Garge - Neuhaus - Niendorf - Pinnau - Pommau - Popelau - Preten - Privelack - Raffatz - Rassau - Stapel - Stiepelse - Stixe - Sückau - Sumte - Tripkau - Vockfey - Wehningen - Zeetze |
|      | Artlenburg       |       | Liste der Baudenkmale in Artlenburg                 | |
|      | Bardowick        |       | Liste der Baudenkmale in Bardowick                  | |
|      | Barendorf        |       | Liste der Baudenkmale in Barendorf                  | |
|      | Barnstedt        |       | Liste der Baudenkmale in Barnstedt                  | |
|      | Barum            |       | Liste der Baudenkmale in Barum (Landkreis Lüneburg) | - Barum (Landkreis Lüneburg) - Horburg - St. Dionys |
|      | Betzendorf       |       | Liste der Baudenkmale in Betzendorf                 | - Betzendorf - Drögennindorf - Holtorf - Glüsingen |
|      | Bleckede         |       | Liste der Baudenkmale in Bleckede                   | - Bleckede - Bleckede-Alt-Garge - Bleckede-Barskamp - Bleckede-Bleckeder Moor - Bleckede-Brackede - Bleckede-Breetze - Bleckede-Garlstorf - Bleckede-Garze - Bleckede-Göddingen - Bleckede-Karze - Bleckede-Nindorf - Bleckede-Radegast - Bleckede-Rosenthal - Bleckede-Vogelsang - Bleckede-Walmsburg - Bleckede-Wendewisch                |
|      | Boitze           |       | Liste der Baudenkmale in Boitze                     | - Boitze - Boitze-Ahndorf - Boitze-Gut Horn - Boitze-Neetzendorf - Boitze-Seedorf - Boitze-Vindorf |
|      | Brietlingen      |       | Liste der Baudenkmale in Brietlingen                | - Brietlingen - Brietlingen-Lüdershausen |
|      | Dahlem           |       | Liste der Baudenkmale in Dahlem (Niedersachsen)     | - Dahlem (Niedersachsen) - Dahlem-Harmstorf - Dahlem-Köstorf - Dahlem-Marienau |
|      | Dahlenburg       |       | Liste der Baudenkmale in Dahlenburg                 | - Dahlenburg - Dahlenburg-Bargmoor - Dahlenburg-Becklingen - Dahlenburg-Buendorf - Dahlenburg-Ellringen - Dahlenburg-Lemgrabe - Dahlenburg-Quickborn - Dahlenburg-Sommerbeck |
|      | Deutsch Evern    |       | Liste der Baudenkmale in Deutsch Evern              | |
|      | Echem            |       | Liste der Baudenkmale in Echem                      | - Echem - Echem-Bullendorf |
|      | Embsen           |       | Liste der Baudenkmale in Embsen                     | - Embsen - Embsen-Heinsen - Embsen-Oerzen |
|      | Handorf          |       | Liste der Baudenkmale in Handorf                    | |
|      | Hittbergen       |       | Liste der Baudenkmale in Hittbergen                 | - Hittbergen - Hittbergen-Barförde |
|      | Hohnstorf (Elbe) |       | Liste der Baudenkmale in Hohnstorf (Elbe)           | - Hohnstorf (Elbe) - Hohnstorf-Bullendorf |
|      | Kirchgellersen   |       | Liste der Baudenkmale in Kirchgellersen             | |
|      | Lüdersburg       |       | Liste der Baudenkmale in Lüdersburg                 | - Lüdersburg - Lüdersburg-Bockelkathen - Lüdersburg-Jürgenstorf |
|      | Lüneburg         |       | Liste der Baudenkmale in Lüneburg                   | |
|      | Mechtersen       |       | Liste der Baudenkmale in Mechtersen                 | |
|      | Melbeck          |       | Liste der Baudenkmale in Melbeck                    | |
|      | Nahrendorf       |       | Liste der Baudenkmale in Nahrendorf                 | - Nahrendorf - Nahrendorf-Breese am Seisselberge - Nahrendorf-Eichdorf - Nahrndorf-Kovahl - Nahrendorf-Lüben - Nahrendorf-Mücklingen - Nahrendorf-Nüdlitz - Nahrendorf-Ohlendorf/Görde - Nahrendorf-Pommoissel - Nahrendorf-Süschedorf - Nahrendorf-Tangsehl                                                                                |
|      | Neetze           |       | Liste der Baudenkmale in Neetze                     | - Neetze - Neetze-Neu Neetze - Neetze-Süttorf |
|      | Oldendorf (Luhe) |       | Liste der Baudenkmale in Oldendorf (Luhe)           | - Oldendorf (Luhe) - Oldendorf (Luhe)-Marxen am Berge - Oldendorf (Luhe)-Weetzen - Oldendorf (Luhe)-Wohlenbüttel |
|      | Radbruch         |       | Liste der Baudenkmale in Radbruch                   | |
|      | Rehlingen        |       | Liste der Baudenkmale in Rehlingen                  | - Rehlingen - Bockum - Osterehlbeck - Rehrhof |
|      | Reinstorf        |       | Liste der Baudenkmale in Reinstorf                  | - Reinstorf - Horndorf - Sülbeck - Wendhausen |
|      | Reppenstedt      |       | Liste der Baudenkmale in Reppenstedt                | - Reppenstedt - Reppenstedt-Dachmissen |
|      | Rullstorf        |       | Liste der Baudenkmale in Rullstorf                  | - Rullstorf - Rullstorf-Boltersen |
|      | Scharnebeck      |       | Liste der Baudenkmale in Scharnebeck                | - Scharnebeck - Scharnebeck-Lentenau |
|      | Soderstorf       |       | Liste der Baudenkmale in Soderstorf                 | - Soderstorf - Soderstorf-Raven - Soderstorf-Rolfsen - Soderstorf-Thansen |
|      | Südergellersen   |       | Liste der Baudenkmale in Südergellersen             | - Südergellersen - Südergellersen-Heiligenthal |
|      | Thomasburg       |       | Liste der Baudenkmale in Thomasburg                 | - Thomasburg - Thomasburg-Bavendorf - Thomasburg-Radenbeck - Thomasburg-Wennekath |
|      | Tosterglope      |       | Liste der Baudenkmale in Tosterglope                | - Tosterglope - Tosterglope-Horndorf - Tosterglope-Köhlingen - Tosterglope-Ventschau |
|      | Vastorf          |       | Liste der Baudenkmale in Vastorf                    | - Vastorf - Vastorf-Gifkendorf - Vastorf-Rohstorf |
|      | Vögelsen         |       | Liste der Baudenkmale in Vögelsen                   | |
|      | Wendisch Evern   |       | Liste der Baudenkmale in Wendisch Evern             | |
|      | Westergellersen  |       | Liste der Baudenkmale in Westergellersen            | |
|      | Wittorf          |       | Liste der Baudenkmale in Wittorf                    | |